# Karl Heinisch
Karl Heinisch (auch Carl Adam Heinisch, * 23. März 1847 in Neustadt Landkreis Neustadt O.S., Provinz Schlesien, heute Prudnik; † 29. Dezember 1923 in München) war ein deutscher Maler.

## Leben
Karl Heinisch war der Sohn eines Kanzlisten. Am 4. Mai 1870 immatrikulierte er sich an der Königlichen Akademie der Bildenden Künste in München. Von 1879 bis 1913 war er fast alljährlich auf den Münchner Jahresausstellungen mit Motiven aus Oberbayern und vom Bodensee vertreten. Das Werk des als Freilichtmaler tätigen Künstlers kann stilistisch dem Umkreis der Münchner Schule und Wilhelm von Diez zugeordnet werden.

## Werke (Auswahl)

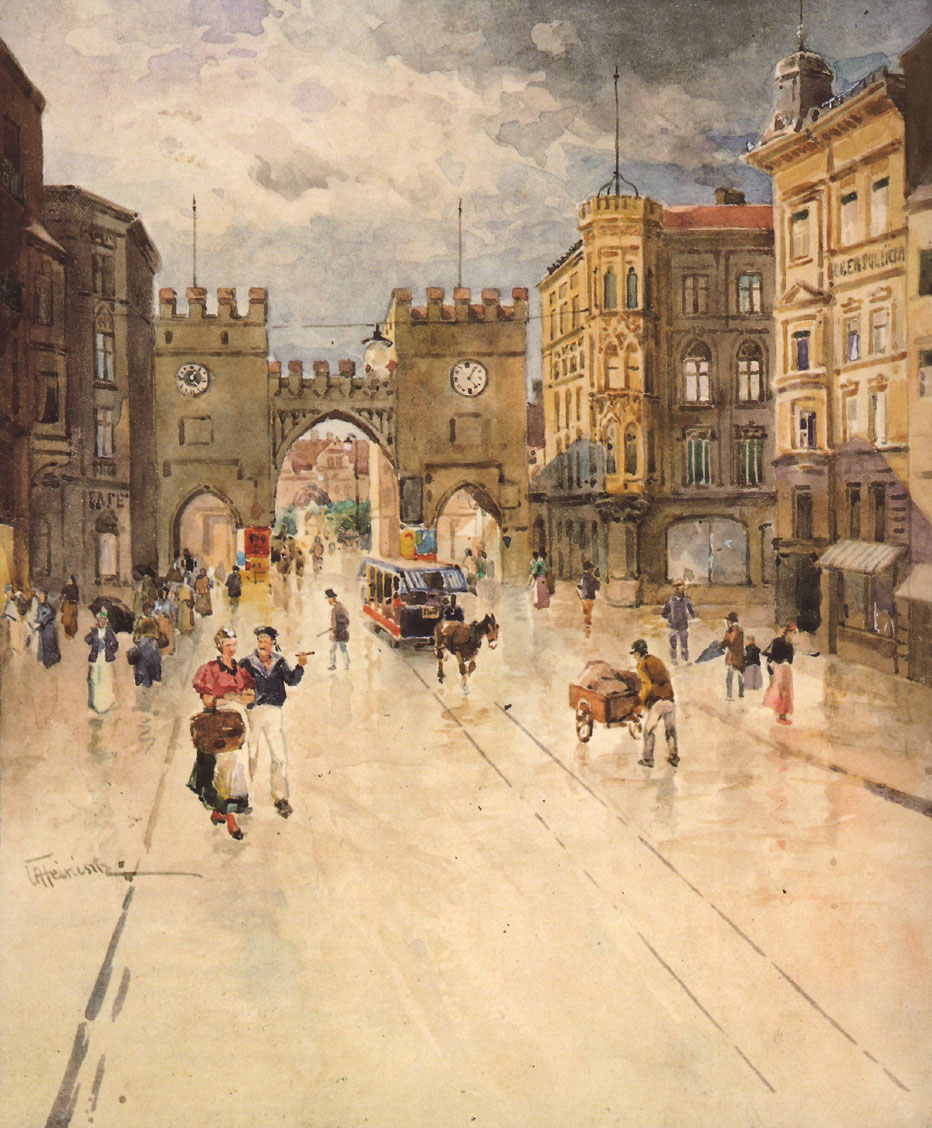
Das Karlstor in München, 1900
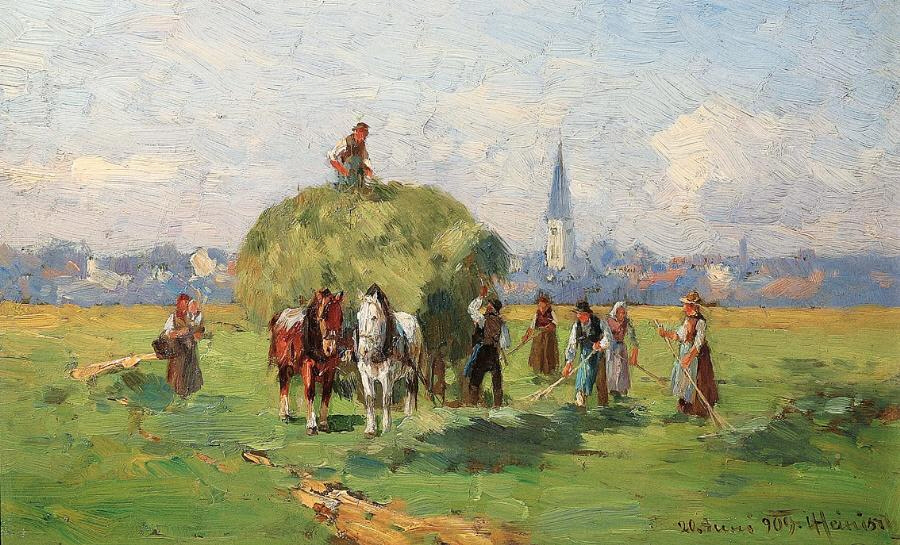
Heuernte in Oberbayern, 1909